# Metopia perpendicularis
Metopia perpendicularis är en tvåvingeart som beskrevs av Wulp 1890. Metopia perpendicularis ingår i släktet Metopia och familjen köttflugor. Inga underarter finns listade i Catalogue of Life.